# Catachlorops phaeopterus
Catachlorops phaeopterus är en tvåvingeart som först beskrevs av Barretto 1948.  Catachlorops phaeopterus ingår i släktet Catachlorops och familjen bromsar. Inga underarter finns listade i Catalogue of Life.